# المدينة في البحر

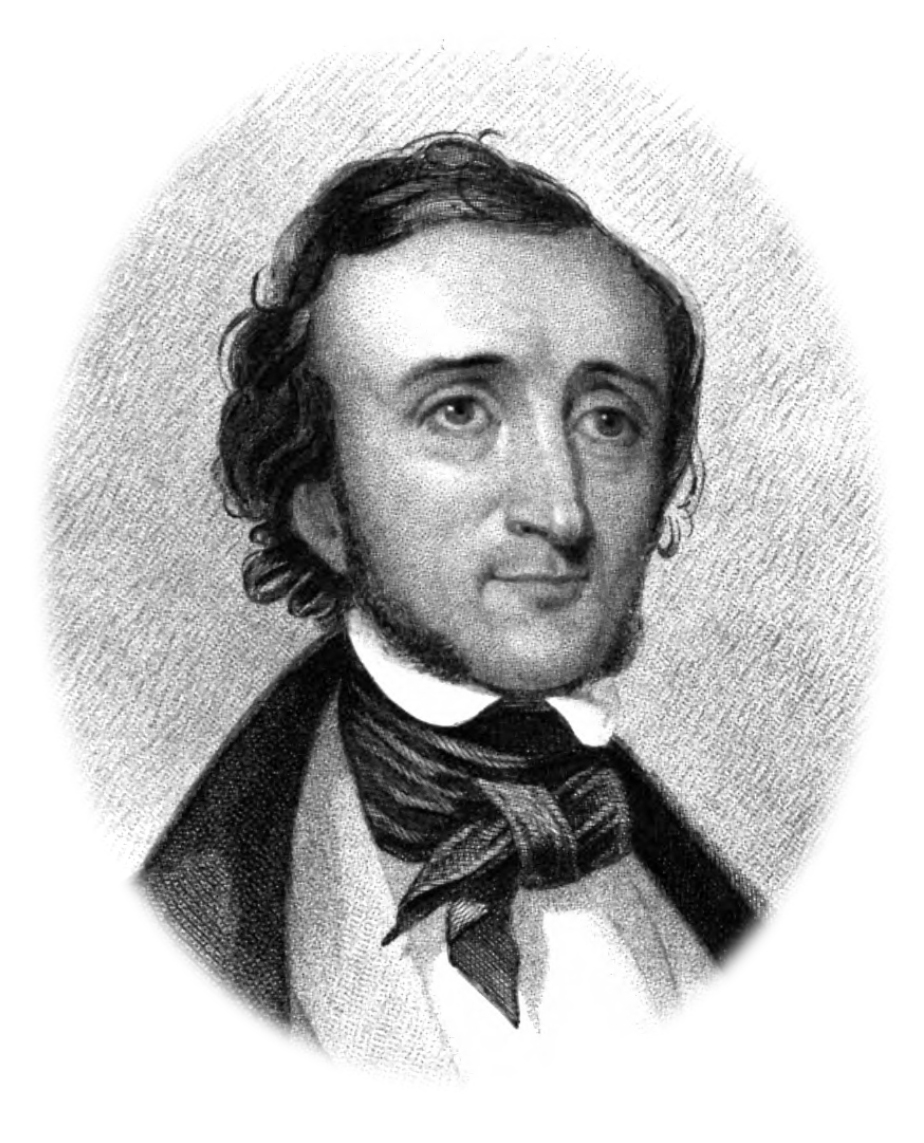

«المدينة في البحر» (بالإنجليزية: The City in the Sea)‏ هي قصيدة كتبها إدغار آلان بو. ونشرت النسخة النهائية في عام 1845، ولكن تم نشر نسخة سابقة باسم «المدينة المنكوبة» في عام 1831، وبعد ذلك باسم «مدينة الخطيئة». القصيدة تحكي قصة مدينة يحكمها تجسيد الموت وتحتوي على عناصر مشتركة من الخيال القوطي. ظهرت القصيدة في جريدة ساذرن ماناجر، وأميريكان ريفيو، ومجلة برودواي، وكذلك في المجموعة الشعرية «الشعراء والشعر الأمريكي» عام 1850.
استلهم بو القصيدة من عدة أعمال، مثل كوبلا خان بقلم صامويل تايلر كولريدج.